# Franz Anton von Gerstner
Pour les articles homonymes, voir Gerstner.
Le chevalier Franz Anton von Gerstner, né le 19 avril 1796 à Prague et mort le 12 avril 1840 à Philadelphie,  est un ingénieur autrichien, originaire de Bohême, pionnier du chemin de fer.

## Biographie
Franz Anton von Gerstner est le fils du scientifique germanophone Franz Josef von Gerstner (1756-1832). Il étudie à Prague la philosophie, le génie mécanique et la technique. Il entre à l’Institut polytechnique de Vienne en 1817 et étudie la géométrie et la géodésie, qu'il enseigne par la suite. Il se consacre à partir de 1820 à un projet de chemin de fer le long du Danube et de la Moldau. En 1822, il effectue son premier voyage en Angleterre, afin d'étudier les programmes de chemin de fer. Il fait partie des constructeurs de la ligne de chemin de fer hippomobile Budweis-Linz-Gmunden en 1824, puis entreprend un second voyage en Angleterre en 1826-1827. Il épouse la fille du marquis de Lambolin, émigré français, Joséphine, en 1825. Il se consacre de plus en plus à ses travaux et voyage une troisième fois en Angleterre en 1829. Il est invité en Russie en 1834 à l'initiative des ingénieurs de Saint-Pétersbourg et parcourt le pays pour étudier la faisabilité de lignes de chemin de fer. Il est reçu par Nicolas Ier en janvier 1835 et en 1836 construit la première ligne de Russie, inaugurée en 1837, la ligne de chemin de fer de Tsarskoïe Selo.
Il est envoyé par le gouvernement russe en Amérique du Nord en 1838, toujours pour des voyages d'études, et pour inviter des ingénieurs américains à participer à la construction de la ligne Saint-Pétersbourg-Moscou, mais il meurt en 1840 peu de temps après son arrivée à Philadelphie.
Sa statue est visible à la gare de Saint-Pétersbourg-Vitebsk.

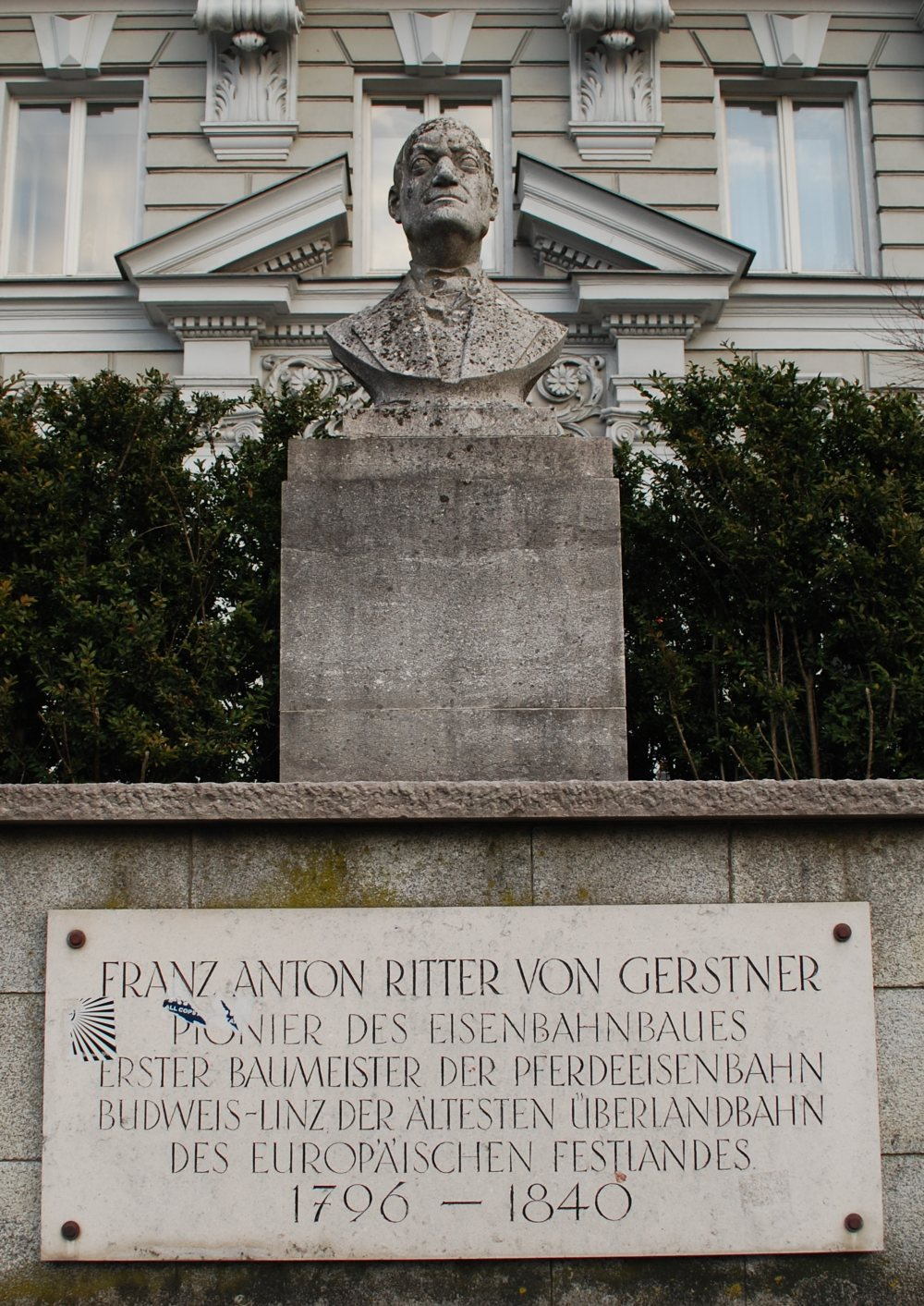
Monument commémoratif à Linz